# ويليام ك. كوبر
ويليام ك. كوبر (بالإنجليزية: William C. Cooper)‏ هو محامي وسياسي أمريكي، ولد في 18 ديسمبر 1832 في ماونت فرنون في الولايات المتحدة، وتوفي بنفس المكان في 29 أغسطس 1902. حزبياً، نشط في الحزب الجمهوري. وقد انتخب عضو مجلس نواب أوهايو وانتخب عضو مجلس النواب الأمريكي.